# Comuna Orkdal
Orkdal a fost o comună din provincia Sør-Trøndelag, Norvegia.